# Metro d'Estocolm

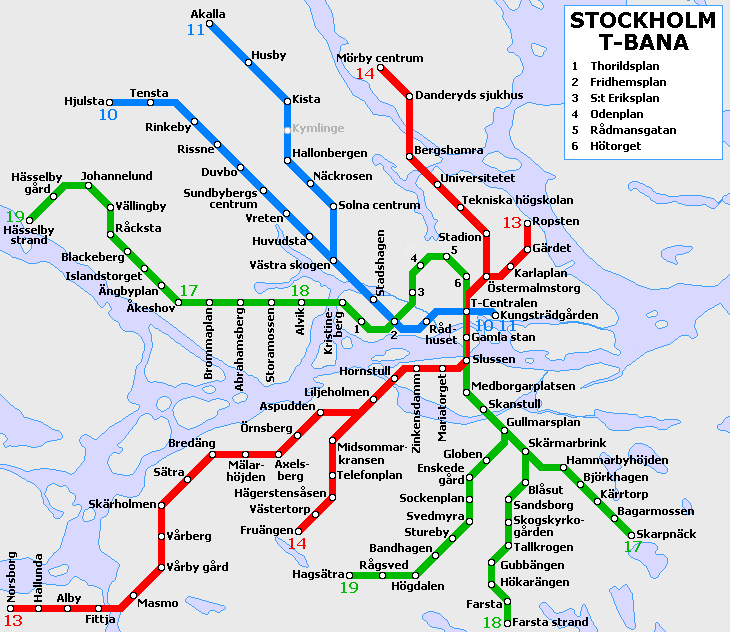
Mapa del metro d'Estocolm

El metro d'Estocolm (Stockholms tunnelbana) és el metro del comtat d'Estocolm a Suècia. El sistema té 100 estacions, 47 de les quals són subterrànies i la resta a l'aire lliure.
Hi ha set línies, amb una enumeració del 10 al 19, amb les línies agrupades en tres grups identificats per tres colors: línies verdes, vermelles i blaves. Cada color té dues o tres línies que comparteixen seccions al centre d'Estocolm.
El sistema de metro és propietat del Consell del Comtat d'Estocolm a través del Storstockholms Lokaltrafik.
El metro es va començar a planificar i construir l'any 1941 i la primera part del metro comença a funcionar l'any 1950 quan una línia de tramvia subterrani es reconverteix en metro.

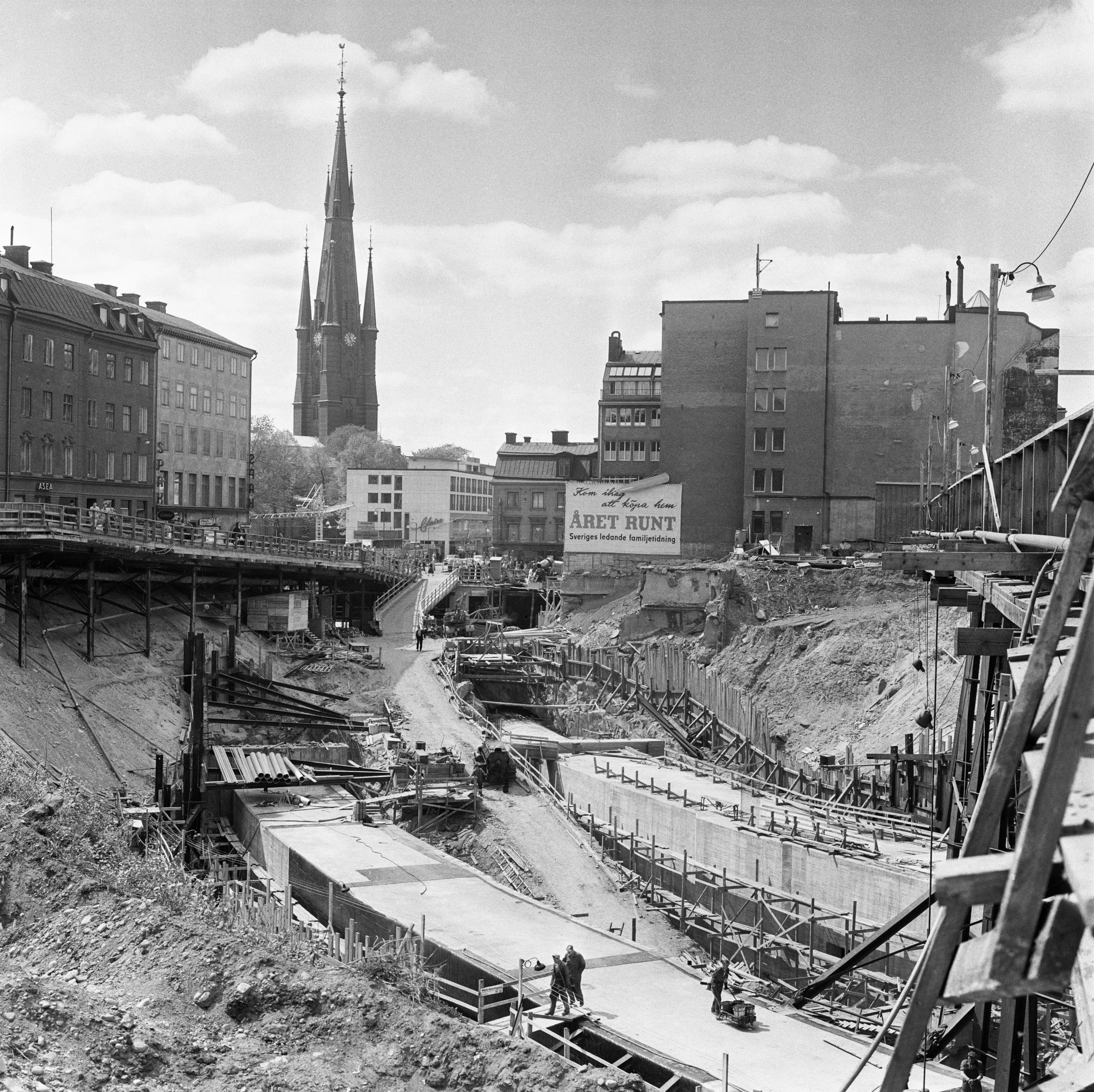
Construcció d'una secció del metro l'any 1957

## Tarifes
A gener del 2012 el preu del bitllet senzill és de 36 corones (uns 4 euros). Hi ha abonaments que permeten fer 8 viatges per 200 corones